# Kasprowy Hill
Der Kasprowy Hill (englisch; polnisch Kasprowy Wierch) ist ein 270 m hoher Hügel auf King George Island im Archipel der Südlichen Shetlandinseln. Er ragt oberhalb des Ezcurra-Fjords bzw. nördlich des Italia Valley auf.
Polnische Wissenschaftler benannten ihn 1980 nach dem Kasprowy Wierch in der Westtatra.